# Ла Крос (град, Вашингтон)
Ла Крос (на английски: La Crosse) е град в окръг Уитман, щата Вашингтон, САЩ. Ла Крос е с население от 380 жители (2000) и обща площ от 0,9 km². Намира се на 451 m надморска височина. ЗИП кодът му е 99136, 99143, а телефонният му код е 509.